# Muflier à larges feuilles
Antirrhinum latifolium
Espèce
Classification APG III (2009)
Le Muflier à larges feuilles, Antirrhinum latifolium, aussi appelé Gueule de loup à feuilles larges, est une espèce de plantes herbacées à souche sous-ligneuse, vivaces, de la famille des Scrofulariacées selon la classification classique ou des Plantaginacées selon la classification phylogénétique.

## Synonymie
- Antirrhinum majus subsp. latifolium (Mill.) Bonnier & Layens, 1894[1]
- Antirrhinum nicaeense Risso[1]
- Antirrhinum nicaeense var. latifolium (Mill.) Risso

## Distribution
Régions montagneuses : Sud-Est de la France et l'Est des Pyrénées, Espagne, Portugal, Italie, Suisse.